# Думками навиворіт 2
«Думками навиворіт 2» (англ. Inside Out 2) — американський комп'ютерний анімаційний фільм режисера Келсі Манна. Це продовження мультфільму «Думками навиворіт» 2015 року. Його створила Pixar Animation Studios, прем'єра відбулася 14 червня 2024 року. Мультфільм встановив рекорд, найшвидше серед анімаційних фільмів зібравши в прокаті 1 мільярд доларів.

## Сюжет
Події відбуваються через рік після першого фільму. Райлі щойно відсвяткувала свій 13-й день народження та збирається вступити до старшої школи. Її Емоції - Радість, Сум, Страх, Гнів, Відраза - з того часу знайшли нову частину розуму Райлі під назвою "Самосвідомість", в якій зберігаються спогади та почуття, які складають особистість Райлі. Райлі їде до хокейного табору, щоб подати заявку на участь у призначеній для неї команді «Вогняні орлиці». Бажаючи справити гарне враження, емоції використовують механізм, створений Радістю, щоб запустити будь-які негативні спогади в глибину розуму Райлі. У ніч перед тим, як вона від'їжджає, пульт емоцій вмикає сигнал «Пубертат». Після того, як Емоції позбулися тривожного сигналу, група працівників Розуму вриваються в штаб-квартиру та оновлюють консоль, створюючи безлад у цьому процесі. Перед відходом вони попереджають Емоції про те, що прийдуть «нові».
Одразу після цього настає ранок, і Емоції виявляють, що щоразу, коли вони взаємодіють з консоллю, це викликає надмірну реакцію Райлі. Коли Райлі відправляють у хокейний табір, вона дізнається, що її подруги, Бріанна «Брі» Янг і Грейс Се, ходять до іншої середньої школи. Справи для Райлі стають більш напруженими, коли вона отримує п'ять нових Емоцій, які приходять до штаб-квартири: Заздрість, Хандра, Конфуз, Ностальгія та їхній лідер - Тривожність. Попри вітання нових Емоцій, Радість та її друзі вважають, що вони можуть порушити життя Райлі, причому Тривога є яскравим прикладом через її потребу змусити Райлі придумати будь-який негативний сценарій. Радість і Тривожність сперечаються про те, як змусити Райлі діяти під час хокейного табору, причому Радість хоче, щоб Райлі повеселилась, а Тривожність вважає, що Райлі має зосередитися на тренуваннях, щоб потрапити проти до «Вогняних орлиць».
Відчуваючи, що зміни необхідні, Тривога вирішує поневолити «старі» Емоції Райлі та відправити в глибину розуму. Вона вважає «старі» Емоції зайвими, і Конфуз поміщає їх у гігантську скляну банку, яку потім переносять у сховище, де зберігається група вигаданих персонажів, а також Велика таємниця Райлі. Тим часом Тривожність та інші «нові» Емоції створюють групу негативних спогадів, що псує самопочуття Райлі, щоб вона мала те, що Тривога вважає кращим майбутнім для Райлі. «Старі» емоції використовують трубку відкликання, щоб відправити Печаль до штаб-квартири, тоді як інші йдуть у Підсвідомість, щоб забрати Самосвідомість Райлі.
Сум повертається, але нові Емоції захоплюють її саме тоді, коли вона краде телефон Хандри, щоб не дати Райлі заглянути в щоденник своєї тренерки. Виявивши, що тренерка не вважає Райлі готовою до вступу в команду, Тривожність вирішує взяти над нею подальший контроль. Намагаючись проникнути в глибину розуму, Радість та інші Емоції бачать, що Тривога розбещує Райлі негативними почуттями, зокрема намагається подружитися з Вал, копіюючи її, що ще більше погіршує її дружбу з Брі та Грейс. Невдовзі Емоції потрапляють у Підсвідомість Райлі та витягують її Самосвідомість з вершини гори поганих спогадів, які там зберігалися. Не маючи іншого способу вчасно повернутися до штаб-квартири, Емоції викликають Напузничок (персонажа з дитячого телешоу, замкненого в Сховищі) і витягують з нього велику купу вибухівки. Вони використовують її, щоб викликати лавину, яка повертає їх до штаб-квартири, де панує хаос через Тривожність, яка контролювала Райлі під час її останнього хокейного матчу, що призвело до нападу тривоги у Райлі після того, як його відправили на штрафну, коли до кінця тайму залишилося мало часу. «Старі» Емоції встигають повернутися до того, як буде завдано ще більше шкоди, і Радість переконує Тривожність, що їй не потрібно змушувати Райлі змінюватися, щоб мати краще майбутнє.
Радість спонукає Тривожність відступити, але напад тривоги, яку Тривожність створила навколо консолі в паніці, залишаються, навіть коли Радість повертає Самосвідомість на місце. Після того, як Радість дізнається від покаяної Тривожності, що навіть вона не може вирішувати особистість Райлі, і розуміючи, яку роль у її зламі відіграв пристрій для видалення пам'яті, Радість знову забирає Самосвідомість, дозволяючи створити нову Самосвідомість, складному і різноманітному, зібраному з вірувань, породжених багатьма негативними спогадами з лавини, а також позитивними спогадами, які втілила Радість, зайняти його місце. Разом Емоції приймають це третє відчуття себе, стабілізуючи його і дозволяючи Райлі, нарешті, заспокоїтися. Райлі ладнається з Брі та Грейс і продовжує гру.
Новий навчальний рік розпочинається, і Вал стає її новою подругою разом з рештою «Вогняних яструбів», чекаючи, чи потрапить Райлі у команду, чи ні. Вона все ще підтримує зв'язок з Брі та Грейс. Перша і друга генерації Емоцій мирно живуть разом, захищаючи постійно змінне відчуття себе Райлі. Фільм закінчується тим, що Райлі отримує електронний лист і виглядає дуже щасливою від того, що там написано.

## Озвучка

### Емоції
- Емі Полер — Радість
- Філліс Сміт — Сум/Печаль
- Льюїс Блек — Гнів
- Тоні Гейл — Страх
- Ліза Лапіра — Відраза
- Мая Гоук — Тривожність
- Адель Екзаркопулос — Хандра
- Пол Волтер Гаузер — Конфуз
- Айо Едебірі — Заздрість
- Джун Сквібб — Ностальгія

### Люди
- Кенсінгтон Таллман — Райлі Андерсен
- Даян Лейн — місіс Андерсен
- Кайл Маклаклен — містер Андерсен
- Іветт Ніколь Браун — тренерка Робертс
- Джон Ратценбергер — Фрітц

## Український дубляж
Фільм дубльовано студією «Le Doyen» на замовлення компанії «Disney Character Voices International» у 2024 році.
- Перекладач — Федір Сидорук
- Режисерка дубляжу — Анна Пащенко
- Перекладачка пісень — Олена Коломієць

### Ролі дублювали
- Радість — Наталка Денисенко
- Тривожність — Анастасія Зіновенко
- Райлі — Ярослава Нефедова
- Відраза — Катерина Буцька
- Страх — Володимир Терещук
- Гнів — Михайло Кришталь
- Печаль — Віталіна Біблів
- Заздрість — Лілія Цвєлікова
- Валентина — Лейла Кім
- Ґрейс — Мар'яна Мокрієва
- Брі — Кіра Мещерська
- Хандра — Дарія Творонович
- Мама — Ірина Ткаленко
- Тато — Михайло Войчук
- Конфуз — Артем Мартинішин
- Тренерка Робертс — Слава Красовська
- Бобик — Павло Скороходько
- Напузник — Дмитро Мялковський
- Ланс Гостромеч — Євген Лісничий
- Страшний потаємний секрет — Павло Голов
- Коп Френк, Забудько Боббі — В'ячеслав Дудко
- Прораб, Коп Дейв, Гнів тата — Сергій Солопай
- Гнів мами — Ольга Радчук
- Ностальгія — Ольга Фокіна
- Забудька Пола — Олена Узлюк
- Фріц — Едуард Кіхтенко
- Марджі — Катерина Дягель
- Джейк — Роман Молодій
- Оголошувачка — Аліна Проценко

А також: Любава Берло, Юлія Угрин, Юлія Бондарчук, Ганна Кравчук, Анна Бондаренко, Артур Проценко, Рената Колеснікова, Єлизавета Кучеренко, Майя Ведернікова, Дар'я Пилипенко, Кіра Котляр, Катерина Петрашова та інші

## Виробництво
Піт Доктер заявив в червні 2015, що «на цей час у мене немає ідеї продовження», натомість висловивши зацікавленість у розробці оригінальних проєктів для Pixar. Однак він згадав про плани розпочати вивчення концепцій можливого продовження в січні 2016 року. За словами президента Pixar Джима Морріса в липні того ж року, зобов'язання компанії над кількома оригінальними фільмами не дало можливості замовити продовження інших фільмів Pixar (включно з «Думками навиворіт»).
Продовження було офіційно оголошено на D23 Expo у вересні 2022 року, коли Емі Полер (яка, як виявилося, повертається як голос Радості), вийшла на сцену, щоб обговорити фільм. Крім того, було оголошено, що Доктер (який також був присутній на D23) не повернеться, щоб режисерувати фільм, натомість його посаду займе Келсі Манн. Згодом кілька ЗМІ повідомили, що ні Мінді Калінг, ні Білл Гейдер не будуть повторювати свої ролі (Відрази та Страху відповідно) з першого фільму через суперечки щодо зарплатні.

## Прем'єра
Прем'єра «Думками навиворіт 2» відбулася 14 червня 2024 року в кінотеатрах Сполучених Штатів із залученням RealD 3D, IMAX і Dolby Cinema. Того ж дня його показали на Міжнародному фестивалі анімаційних фільмів у Аннесі 2024.